# ТБ-4 (АНТ-16)
TB-4 (познат и като АНТ-16) е съветски тежък бомбардировач. Първият му полет е през 1933 г.

## История
В началото на ноември 1929 г. Управлението на ВВС на Червената армия поръчва на ЦАГИ разработването на тежък бомбардировач ТБ-4, (получил също и наименованието АНТ-16). През март 1930 г. Управлението на ВВС одобрява изискванията за новия бомбардировач с двигатели М-35 с обща мощност 5000 к. с.
Според заданието на военните, този самолет трябва да бъде с максимално тегло 18 тона, от които 10 т. боен товар. Далечината на полета трябвало да достига 2000 км, скоростта при номинален режим на работа на всички двигатели да е 200 км/ч, таванът на полета – 5000 м, скоростта за кацане – 100 км/ч, разбегът – 250 м, пробег с използване на спирачки – 100 м, без спирачки – 300 м.
През април 1930 г. Съветът по Труда и Отбраната утвърждава план за експеримантално самолетостроене, който включвал и работата по създаването на АНТ-16. Всъщност, вместо планираната една година, работата по самолета продължила цели две години, като през май същата година (1930) е нахвърлен само идейния проект. През декември 1932 г. самолетостроителите получават двигателите, нужни за TБ-4, а през февруари 1933 г., започват постепенно да пренасят частите на АНТ-16 на летището. През април същата година TB-4 е сглобен цялостно, след което започват довършителните работи по него. През юли преминават изпитанията на самолета.

Из спомените на Пьотър Стефановский (военен летец-изпитател 1 клас, заместник-началник на Управлението за самолетни изпитания на Научно-изпитателния институт на ВВС, генерал-майор от авиацията) за изпитанията на TБ-4:
"... TБ-4 ни накара да забравим и за характера си, и за навиците. Бяхме потресени от него! Човек със среден ръст можеше да се движи свободно не само във фюзелажа, но нямаше нужда да се навежда и в централната част на крилото. Оборудването на чудовищната машина напомняше на малка фабрика. Имаше дори и малка собствена електростанция за автономно захранване на всички самолетни агрегати... Различно оборудване, въоръжение, системи и апарати за управление запълваха цялата вътрешност на самолета с необичайни размери. Предавайки ми машината, М. Громов ми я описа повече от лаконично: „Лети добре. Сам ще видиш.“.

През ноември 1933 г. в канцеларията на началника на ВВС на Червената армия Яков Алкснис се провежда съвещание във връзка с резултатите от изпитанията на TБ-4, което на практика спира изпълнението на проекта АНТ-16. В протокола от съвещанието се казва:

„... предвид неизпълнените тактико-технически изисквания, опитният самолет да не се допуска до серийно производство. Като еталон да послужи военния вариант на самолета „Максим Горки“ (АНТ-20) с осем двигатели М-34. Експерименталният самолет АНТ-16 да бъде предаде на ЦАГИ за съвместни изпитания с НИИ (Научно-изпитателния институт на ВВС на Червената армия) за изясняване на въпросите, свързани с построяването на „АНТ-20“...